# Johann von Ahlefeldt
Johann von Ahlefeldt (* 3. August 1584 in Flensburg; † 1635 auf Schloss Gottorf) war Erbherr von Stendorf, Nüchel und Landrat.
Er war der erste Sohn von Friedrich von Ahlefeldt und Catharine von Rantzau († 1587). Er wurde in Flensburg geboren und war der Gründer der nach diesen Gütern genannten Stammlinien. Er gehörte ab 1593 der Schleswig-Holsteinische Ritterschaft an und war Landrat in Holstein. Er starb 1635 auf Schloss Gottorf.